# Crímenes de la fase final
Se denominan crímenes de la fase final o en alemán Endphaseverbrechen a un total de al menos 410 crímenes del nazismo perpetrados principalmente por la SS, la Wehrmacht, la Hitlerjugend y la Gestapo, pero también por civiles cuando ya la derrota alemana durante la Segunda Guerra Mundial era ineludible. Los mismos comenzaron a finales de enero de 1945 y continuaron hasta las últimas horas previas a la capitulación incondicional de la Wehrmacht el 8 de mayo del mismo año. La terminología crimen de la fase final es una categoría del crimen de guerra cuyo origen jurídico se remonta a 1945 en Austria y Alemania. Las víctimas son numerosas personas en los campos de concentración, trabajadores forzados, desertores, prisioneros de guerra y disidentes alemanes.
Los crímenes se comenzaron a perpetrar a finales de enero de 1945 y continuaron hasta las últimas horas antes la capitulación incondicional de la Wehrmacht el 8 de mayo del mismo año.

## La estrategia de supervivencia de los nazis
Excepto por algunos casos de venganza personal, se trataba de una estrategia de supervivencia de los nazis ante la derrota inminente, decidida al más alto nivel de la jerarquía. En enero de 1945, el Reichsführer Heinrich Himmler y el jefe de la Gestapo Heinrich Müller dieron la orden a sus comandos de eliminar a todos los potenciales testigos de los crímenes nazis (prisioneros de los campos y trabajadores extranjeros) y a todos los oponentes y disidentes que pudieran desempeñar un rol de dirigente o ejercer un poder político en la reconstrucción del país post-nazista. Además de las acciones sobre las personas, también se ordenó destruir todas las evidencias y las trazas materiales de sus crímenes, por ejemplo las cámaras de gas de Auschwitz o los campos de concentración y de exterminio.
Müller dijo: «No cometeremos el mismo error que se hizo en 1918. No dejaremos vivos a nuestros enemigos interiores.» Esto definía la estrategia de supervivencia concebida por Adolf Hitler: los Aliados deberían encontrar una tierra arrasada sin infraestructura, en la cual no hubiera ningún demócrata, comunista, socialista, intelectual disidente o sacerdote resistente que pudiera ayudarles o testimoniar contra los nazis.
Los crímenes de la fase final más conocidos fueron las evacuaciones de los campos de concentración durante marchas de la muerte hacia ninguna parte, durante las cuales muchos prisioneros ya bastante extenuados murieron.

## Algunos crímenes destacados
Ejemplo de crímenes de la fase final, según los sitios en los que se perpetraron.
Aquisgrán
El 25 de marzo de 1945, Franz Oppenhoff, nombrado por el ejército estadounidense en 1944 como alcalde de la ciudad, nombrado siguiendo una recomendación del obispo de Aquisgrán, fue asesinado por orden de Heinrich Himmler por un comando de la SS y de la Luftwaffe que había atravesado el frente de batalla a bordo de un avión norteamericano que habían capturado las fuerzas alemanas.
Hamburgo
En la noche del 21 al 22 de abril de 1945, en la antigua escuela Bullenhuser Damm en el barrio de Rothenburgsort de Hamburgo, el unterscharführer Johann Frahm (1901 – 1946) y Alfred Trzebinski (1902 – 1946), bajo el mando del obersturmführer Arnold Strippel y siguiendo instrucciones del obergruppenführer Oswald Pohl asesinaron 20 niños judíos de cinco a doce años, todos víctimas de experimentos seudocientíficos del médico SS Kurt Heissmeyer, y sus cuatro cuidadores (René Quenouille,  Gabriel Florence, Anton Hölzel y Dirk Deutekom) así como 24 prisioneros de guerra rusos.
Leipzig
- 12 de abril: 53 prisioneros alemanes y extranjeros son asesinados en las inmediaciones de la ciudad de Leipzig
- 13 de abril: 32 alemanes, franceses, austríacos y checoeslovacos son matados en un cuartel de la Wehrmacht.
- 18 de abril: 80 prisioneros alemanes del campo de Leipzig-Thekla, una extensión del campo de Buchenwald son cremados vivos por la SS, durante la «masacre de Abtnaundorf».[4]

Lemgo
- 5 de abril: Wilhelm Gräfer, alcalde de Lemgo, es ejecutado tras un juicio sumario por haber intentado negociar la rendición de la ciudad con las fuerzas armadas norteamericanas que liberaron la ciudad en la tarde de ese mismo día.

Sandbostel
En abril de 1945, unos 8000 prisioneros del Campo de concentración de Neuengamme fueron transferidos al campo de Sandbostel al norte de Bremen, en el cual una gran parte de ellos morirán.
Schwerin
El 2 de mayo de 1945, un miembro de las SS de Schwerin mandó colgar a una maestra llamada Marianne Grunthal en Bahnhofsvorplatz porque se había alegrado de la muerte de Hitler y por la llegada de la paz.
Wuppertal
El 28 de febrero de 1945, en un claro del bosque de Burgholy, cerca del campo de tiro de la policía municipal de Wuppertal, la Gestapo, asistida por la policía científica de la ciudad ejecuta a 6 mujeres y 24 hombres soviéticos, todos trabajadores forzados, de los cuales solo se conoce el nombre de una persona, Helena Matrosova, una profesora ucraniana.